# Hisss
Pour plus de détails, voir Fiche technique et Distribution.
Hisss est un film d'horreur indo-américain réalisé par Jennifer Lynch, sorti en 2010,.

## Synopsis
Victime d'un cancer du cerveau, George States n'a plus que six mois à vivre. Il décide de se rendre en Inde dans l’espoir de guérir grâce à un objet mystique : le Naagmani. En effet, quiconque possède le Naagmani devient immortel. Reste que bien évidemment, l’objet n’est pas des plus accessibles. Il se trouve en réalité entre les mains de Nāginī, une déesse serpent capable de prendre forme humaine. Se basant sur une légende locale bien connue, States fait donc capturer l’amant de la divinité et entend bien l’utiliser comme moyen de pression : Nāginī retrouvera son cobra royal de conjoint si elle accepte de remettre le Naagmani. La merveilleuse déesse ne l’entend cependant pas de cette oreille et part en quête de son compagnon, non sans laisser quelques cadavres sur son passage…

## Fiche technique
Sauf mention contraire, cette fiche technique est établie à partir d'IMDb.
- Titre original : Hisss
- Réalisation : Jennifer Lynch
- Scénario : Will Keenan, Govind Menon, Vikram Singh
- Costumes : Payal Saluja
- Photographie : Madhu Ambat
- Son : David Esparza
- Musique : Anu Malik
- Montage : Tony Ciccone
- Production : Richard Grandpierre et Samuel Hadida
- Sociétés de production[4] : Split Image Pictures, Venus Records & Tapes
- Sociétés de distribution : Media Distribution Partners, Millennium Entertainment, Viva Pictures (États-Unis), Family Films (2012) (France), Venus Records & Tapes (2010) (Inde), Metropolitan Filmexport (France), Universal Pictures (États-Unis)
- Sociétés d'effets spéciaux : Precinct 13 Entertainment
- Budget de production : 6 000 000 de dollars
- Pays d'origine :  États-Unis,  Inde
- Langues : Anglais, hindi
- Format[5] : Couleurs - 2,35:1 - DTS / Dolby Digital / SDDS - 35 mm
- Genre : Drame, horreur, thriller
- Durée : 98 minutes (1 h 38)
- Dates de sorties en salles[6] :

Inde : 22 octobre 2010
États-Unis : 28 décembre 2010
France : 6 octobre 2011
- Classification :

France : Interdit aux moins de 12 ans

## Distribution
- Mallika Sherawat : Nagin[7]
- Irrfan Khan : Vinkram Gupta[8]
- Jeff Doucette : George States
- Divya Dutta : Maya Gupta
- Raman Trikha : Rookie Navin
- Mahmoud Babai : Dinesh